# DBPro
DBPro（デービープロ）は、ソフトヴィジョン社によるデータベースソフト。
1992年11月に発売が開始された。
発売当初は新日本製鐵株式会社から販売されていたが、1994年9月以降ソフトヴィジョン社が販売している。
最新のバージョンはVER 4.5。
桐を発売していた管理工学研究所から分かれた人たちがソフトヴィジョン社を設立し、DBProを開発した。
MS-DOS時代、桐を利用していた人が、Windowsへ移行する際、桐のWindows版の早期リリースを待ち望んでいたものの中々叶わず、しびれを切らした人達が、このDBProのユーザーとなった。